# Rob Guest
Rob Guest, OBE (* 17. Juli 1950 in Birmingham, England; † 2. Oktober 2008 in Melbourne, Australien, eigentlich Robert John Guest) war ein neuseeländischer Theaterschauspieler, Sänger und Moderator.

## Biografie
Rob Guest begann seine Karriere als Sänger in den neuseeländischen Pop-Charts und war dort der Star in vielen Fernseh-Shows wie Happen Inn. Er war auch in Korea und in der Tschechoslowakei bekannt und gewann 1978 den Best Performance-Preis des Korean Song Festival und wurde in Neuseeland zum Professional Performer of the Year gewählt. Für CBC drehte er im selben Jahr ein Fernsehspecial. Danach zog er in die USA und arbeitete in verschiedenen Städten, u. a. Las Vegas und Atlantic City als Moderator und Künstler. 1985 gewann er in Los Angeles einen Award der Wohltätigkeitsorganisation FIDOF.
Ende der 1980er zog er für ein Engagement als „Jean Valjean“ im Musical Les Misérables nach Australien. Dafür bekam er 1991 den Green Room Award verliehen. Danach nahm er die Rolle als Phantom der Oper an und spielte die Hauptrolle von 1991 bis 1998. Durch seine insgesamt 2.289 Aufführungen hält er den Weltrekord. Am 1. Januar 1994 wurde er zum Officer des Order of the British Empire (OBE) für seine Verdienste um die neuseeländische Unterhaltungsindustrie ernannt. Er war außerdem Moderator der Spielshow Man O Man, eine australische Adaption von Mann-o-Mann.
Nach seinem Dauerengagement bei Phantom der Oper spielte er unter anderem Al Jolson im Musical Jolson und Captain von Trapp in The Sound of Music. Weitere Hauptrollen hatte er in den Musicals Footloose und The Music Man. 2008 spielte er den Zauberer von Oz im Musical Wicked – Die Hexen von Oz. Am Dienstag, dem 30. September, erlitt er einen Schlaganfall und wurde ins St. Vincent’s Hospital in Melbourne gebracht, wo er zwei Tage später im Alter von 58 Jahren verstarb.